# The New Machiavelli
The New Machiavelli é um romance de H.G.Wells lançado originalmente em 1911.

### Sobre o Livro
É uma obra que mistura autobiografia e ficção, com toques políticos e sociais. Este romance segue a vida de Richard Remington, um jovem político britânico que aspira reformar a política de seu país. O título do livro faz uma alusão a O Príncipe de Maquiavel, destacando o tema central de poder, ambição e a manipulação política.
Richard Remington começa como um jovem idealista, profundamente comprometido com as reformas sociais, e sua trajetória profissional o leva a se envolver com a política, onde ele busca promover mudanças radicais. Entretanto, sua jornada é marcada por uma crise moral e emocional, que envolve um conflito entre suas aspirações políticas e sua vida pessoal. O romance mergulha em suas lutas interiores à medida que ele é seduzido por uma mulher casada, Beatrice Normandy. Este caso extraconjugal eventualmente causa um escândalo, destruindo suas ambições políticas.
A narrativa revela como Remington, como tantos outros políticos, enfrenta as realidades cruéis e frequentemente imorais da política. O livro explora as tensões entre os ideais progressistas e as realidades pragmáticas do poder político, destacando a dificuldade de conciliar uma visão idealista do futuro com os compromissos e concessões necessários para chegar ao poder.
Wells usa o personagem de Remington para criticar a hipocrisia da elite política britânica da época. Ele investiga o modo como o sistema corrompe aqueles que entram nele com a intenção de fazer o bem, mas que muitas vezes acabam comprometendo seus princípios em nome da carreira ou da sobrevivência política. Este livro também reflete o próprio descontentamento de Wells com os limites da política parlamentar e suas frustrações pessoais, especialmente sua vida amorosa, que incluiu várias relações complexas.

A trama mistura ideias sobre psicologia, casamento, poder e moralidade, enquanto oferece uma reflexão crítica sobre a política britânica do início do século XX. É um dos trabalhos mais controversos de Wells, especialmente pelo seu conteúdo semi-autobiográfico, que foi interpretado como um comentário sobre a própria vida amorosa e relações políticas do autor.